# Caspar Güttel
Caspar Güttel, auch Caspar Guethel (* 1471 in Rötz; † 24. Mai 1542 in Eisleben) war ein lutherischer Theologe und Reformator.

## Leben
Er gehört zu Martin Luthers ältesten Freunden. Von seiner Jugend ist nichts bekannt. Seine fromme Neigung ließ ihn wiederholt an Wallfahrten nach Altötting teilnehmen. Seit 1494 studierte er in Leipzig und erwarb dort den Magistergrad. Ob er auch mit seinem Freunde Christoph Scheurl in Italien gewesen ist, bleibt unsicher. Aus innerem Grunde ließ er sich 1494 zum Priester weihen und war in Brüx in Böhmen und in Zwickau tätig. Als Prediger trat er für die kirchliche Lehre ein und veröffentlichte 1504 eine Lobrede auf den Marien- und Annenkult. 
Da er als Weltpriester „nicht Ruhe noch Rast in seinem Gewissen“ fand, entschloss er sich 1514, dem Augustinerorden in Neustadt an der Orla beizutreten. Seine Mönchspflichten erfüllte er mit Eifer und Hingabe. Die Klosteroberen wurden auf ihn aufmerksam. Sie teilten ihn dem neuen Kloster in Eisleben als Prediger zu. Im Januar 1517 erwarb er den Doktorgrad in Leipzig, trat aber im Ablassstreit auf Luthers Seite. 
Auf dem Heidelberger Konvent wurde er zum Prior in Eisleben gewählt. In der Krisenzeit des Ordens trat er auch in seinen Predigten für Luther ein. Auch als sich der Konvent von Eisleben 1523 auflöste, blieb er in der Stadt und setzte seine Predigten fort, von denen viele in Zwickau im Druck erschienen. Bald wurde er Prediger an der Hauptkirche. Seine Predigten zeigen, in welchem Geist seine Wirksamkeit verlief. Er kämpfte gegen kirchliche Missbräuche, vor allem auch gegen den Marienkult, den er früher selbst befürwortet hatte. 
Es war ein persönliches Bekenntnis, als er im 57. Lebensjahr noch heiratete. Sein Wirken war darauf gerichtet, die Bürger aus der neutralen Haltung zur Entscheidung für die Reformation zu führen. Bis 1538 musste er sowohl Georg Witzel entgegentreten als auch Johann Agricola Eisleben widerstehen. Als treuer Seelsorger hat er für die Gemeinde viel bedeutet. Es steht fest, dass die Einführung der Reformation in Eisleben wie in der Grafschaft Mansfeld zum großen Teil sein Verdienst war.